# Księga o Aleksandrze

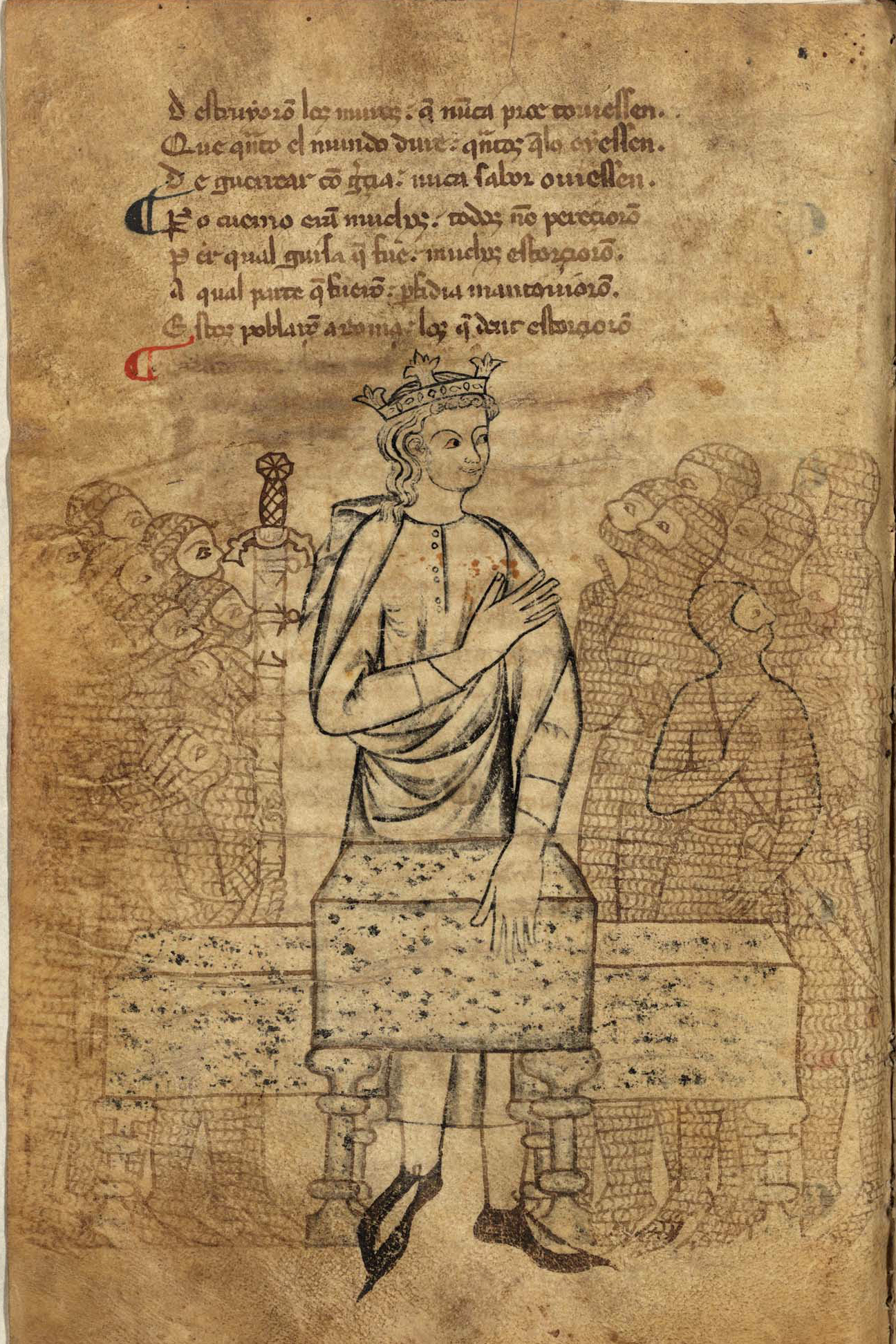
Księga o Aleksandrze

Księga o Aleksandrze (hiszp. Libro de Alexandre) – hiszpański anonimowy poemat średniowieczny, datowany na połowę XIII wieku.
Poemat poświęcony jest postaci Aleksandra Wielkiego i zawiera liczne elementy fantastyczne i cudowne – m.in. bohater zwiedza dno morskie w szklanej klatce oraz odbywa loty w worku, unoszonym przez dwa gryfony, którymi kieruje za pomocą kawałka mięsa, przyczepionego do metalowego drąga. Zawiera też moralizatorskie przesłanie, zgodnie z którym nawet najpotężniejszy spośród ludzi nie może wygrać ze śmiercią.
Dawniej autorstwo poematu przypisywane było Gonzalowi de Berceo, jednak współczesne badania zaprzeczają tej hipotezie. Wiadomo jedynie, że anonimowy poeta musiał być wszechstronnie wykształcony i znać dobrze łacińskie utwory, opiewające życie i czyny Aleksandra Wielkiego. W utworze odnaleziono ponadto wpływy francuskie i arabskie.